# 贝贝尔·克斯特
贝贝尔·克斯特（德語：Bärbel Köster，1957年5月26日—），德国女子皮划艇运动员。她曾代表东德参加1976年夏季奥林匹克运动会皮划艇比赛，获得女子双人皮艇500米铜牌。